# 芒努斯·韦格柳斯
卡尔·芒努斯·韦格柳斯（瑞典語：Karl Magnus Wegelius，1884年8月20日—1936年12月9日），芬兰男子体操运动员。他曾获得1908年夏季奥运会体操比赛男子团体全能铜牌。他也在1920年和1924年夏季奥运会参加射击比赛，共收获一枚银牌和三枚铜牌。